# Jacutinga (Minas Gerais)
Pour les articles homonymes, voir Jacutinga.
Jacutinga est une municipalité brésilienne de l'État du Minas Gerais et la microrégion de Poços de Caldas.